# Children of the Ghetto (The Real Thing)
Children of the Ghetto is een lied van de Britse soulband The Real Thing. Het is geschreven door Chris Amoo (1952) en zijn broer Eddie Amoo (1944-2018) als een van hun eerste gezamenlijke composities. Een studioversie werd pas in 1977 uitgebracht op het tweede album 4 from 8 waarmee de groep een sociaal-politiek eerbetoon bracht aan hun geboortestad Liverpool; en in het bijzonder de multiculturele wijk Toxteth dat nog altijd de thuisbasis was van de Amoo's, Dave Smith (1952) en Ray Lake (1952-2000).
Het lied vormt het hart van de elf minuten lange Liverpool Medley, omsloten door Liverpool 8 (zoals Toxteth formeel wordt genoemd) en Stanhope Street (verbindingsweg met de haven). "Wij zijn die children of the ghetto!" vertelde Chris Amoo in de documentaire Everything - The Real Thing Story uit 2019. De leadvocalen werden ditmaal verzorgd door falsetzanger Ray Lake die er in een keer zijn ziel en zaligheid in legde.

## Verder verloop
Anderhalf jaar na 4 from 8 verscheen Children of the Ghetto als B-kant van Can You Feel The Force?; het lied werd veelvuldig in de clubs gedraaid en wist zonder eigen singlestatus uit te groeien tot een van de populairste nummers van de groep.
Het lied werd in de vroege jaren tachtig heropgenomen in een reggaeversie en eind 1986 opnieuw uitgebracht, ditmaal als B-kant van de single Hard Times. De groep beleefde op dat moment een tweede jeugd door de remixen van hun grote hits, maar voor Lake tekende het begin van het einde zich af; hij verliet de groep in 1991 vanwege onverwerkte problemen en een heroïneverslaving die negen jaar later, op 9 maart 2000, tot zijn zelfgekozen dood leidde. Eddie Amoo nam het lied over totdat hij op 23 februari 2018 zelf kwam te overlijden. Als postuum eerbetoon verscheen eind 2019 een live-uitvoering achterop de hervonden single Someone Oughta Write a Song (About You Baby). Chris Amoo zingt sindsdien het lied en heeft de tekst enigszins aangepast.

## Andere uitvoeringen
- Phil Collins kreeg de reggaeversie toegestuurd door de groep en liet het horen aan Philip Bailey bij de productie van diens derde soloalbum Chinese Wall (1984). De falsetzanger van Earth, Wind & Fire was onder de indruk en nam het op als slotnummer. Begin 1985 verscheen het als B-kant van het op single uitgebrachte titelnummer.
- Mary J. Blige coverde op haar beurt deze versie tijdens de No More Drama-tournee van 2002. De r&b-zangeres had het zich dusdanig eigen gemaakt dat Eddie Amoo zijn eigen compositie niet meer herkende toen hij een live-opname beluisterde.
- De Britse saxofonist Courtney Pine nam het op voor zijn album Journey to the Urge Within uit 1986 en gebruikte de originele balladversie als uitgaanspunt. Susaye Greene (ex-Supremes) nam de zang voor haar rekening.
- In 1998 verscheen de versie van de Oostenrijkse producer Klaus Waldeck op diens album Balance of the Force
- DJ Paul Hardcastle nam een smooth jazzversie op met Jazzmasters en zangeres Helen Rogers. Het werd in 2005, twintig jaar na de hitsingle 19, uitgebracht.
- Crystal Waters nam het op voor de verzamelaar Home van het Hip Hop Causus-label uit 2014.